# Societat Micològica Britànica
La British Mycological Society (Societat Micològica Britànica) és una societat científica establerta el 1896 a fi de promoure l'estudi dels bolets i fungi.

## Formació
La Societat es forma sobre la base dels esforços de dues societats locals: el "Club de Naturalistes de Camp de Woolhope, Hereford", i la "Unió de Naturalistes de Yorkshire". El curador del Club de Hereford, el Dr. H.G. Bull, convenç als seus membres, el 1867, a prendre al seu càrrec el particular estudi dels bolets. Va ocórrer que aquests esforços de recerca micològics del Club van disminuir després del decés del Dr. Bull, llavors la Unió de Yorkshire va prendre la iniciativa i va fundar el seu Comitè de Micología en 1892. I aquest comitè atreu a molts eminents micòlegs, incloent a Mordecai C. Cooke (1825-1914), Carleton Rea (1861-1946), George E.Massee (1850-1917), Charles B. Plowright (1849-1910) i uns altres.
La necessitat d'una organització nacional i d'una revista per a publicar les seves observacions va fer que M.C. Cooke, C. Rea, G.E. Massee, C. Crossland (1844-1916) i altres micòlegs fundessin la societat el 1896.
Cap a 1903 la Societat ja tenia més de cent membres, i després de la segona guerra mundial més de quatre-cents, i el 2006 en tenia més de dos mil.